# Susan Trumbore

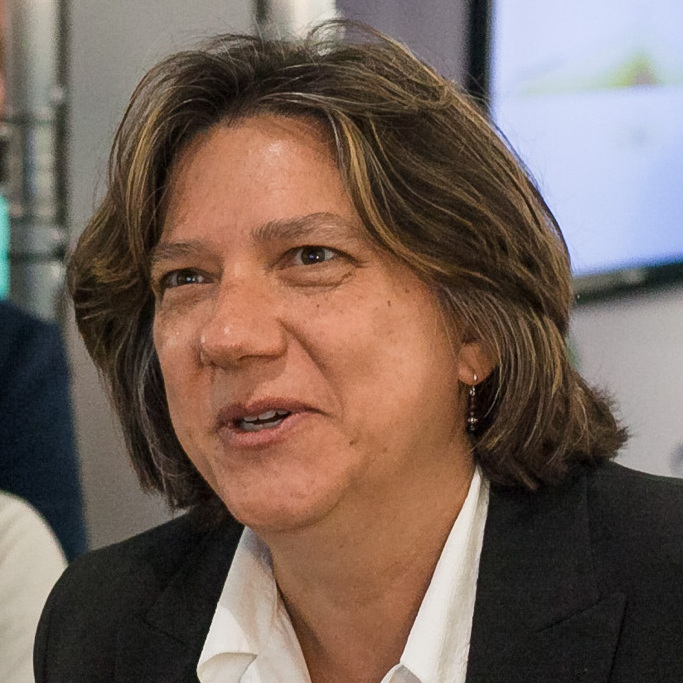
Susan Trumbore

Susan E. Trumbore (* 23. Januar 1959 in New York City, USA) ist eine amerikanische Geologin und Direktorin und Wissenschaftliches Mitglied am Max-Planck-Institut für Biogeochemie, Jena.

## Werdegang
Trumbore studierte von 1977 bis 1981 Geologie an der University of Delaware und promovierte 1989 in Geochemie an der Columbia University. Von 1989 bis 1991 war sie Postdoc am Zentrum für Massenbeschleunigungs-Spektrometrie des Lawrence Livermore National Laboratory in Kalifornien, am Lamont-Doherty Geological Observatory der Columbia University und an der Eidgenössischen Technischen Hochschule Zürich in der Schweiz. Sie wurde 1991 Assistant Professor und 1996 Associate Professor an der University of California, Irvine. Im Jahr 2000 erhielt sie eine Professur für Erdsystemforschung an der University of California, Irvine.
Seit 2009 ist sie Direktorin und Wissenschaftliches Mitglied am Max-Planck-Institut für Biogeochemie. Seit 2013 ist sie Honorarprofessorin an der Fakultät für Chemie und Geowissenschaften der Friedrich-Schiller-Universität Jena.

## Forschung
Trumbore erforscht die Ökosysteme der Erde und deren Rolle im Bezug auf den globalen Kohlenstofffluss und dessen Auswirkungen auf Landnutzung und Klimawandel. Sie nutzt die Radiokarbonmethode, um den Kohlenstoffaustausch zwischen der Atmosphäre und dem Material in Wäldern und Böden zu bestimmen.
So zeigte sie bereits 1996, dass es einen Zusammenhang zwischen globalen Temperaturänderungen und Kohlenstoffumsatz gibt und dass Böden einen wichtigen Einfluss auf das atmosphärischem Kohlendioxid haben. Organisches Bodenmaterial bindet große Mengen an Kohlenstoff. Sie untersucht wie unterschiedliche Böden auf den Klimawandel reagieren und dabei Kohlenstoff freisetzen.
Für das Amazon Tall Tower Observatory (ATTO), einem deutsch-brasilianischen Projekt, das das Biom Tropischer Regenwald erforscht, ist sie die Koordinatorin für Deutschland. Sie ist Mitglied des Deutschen Zentrums für Integrative Biodiversitätsforschung iDiv.

## Auszeichnungen
- 2021 Vladimir Ivanovich Vernadsky Medal[5]
- 2020 Balzan-Preis für die Dynamik des Systems Erde[6]
- 2020 Mitglied der Academia Europaea[7]
- 2018 Benjamin Franklin Medal[8]
- seit 2015 Mitglied der Nationalen Akademie der Wissenschaften Leopoldina[9]
- 2010 Mitglied der National Academy of Sciences[10]
- 2005 Fellow der American Geophysical Union
- 2005 Fellow der American Association for the Advancement of Science
- 2024: Ausländisches Mitglied Orden Pour le Mérite[11]
- 2025: Großes Bundesverdienstkreuz mit Stern[12]